# Nissan 300ZX
De Nissan 300ZX, ook bekend als de Nissan Fairlady Z en in mindere mate als de Datsun 300ZX, is een automodel van Nissan Motors. De naam 300ZX werd gebruikt voor twee verschillende generaties binnen Nissans Z-productlijn aan sportwagens. Auto's uit deze lijn zijn herkenbaar aan de Z in de typeaanduiding. De 300ZX werd geproduceerd van 1984-1989 (derde generatie Z-auto's) en van 1990-1999 (vierde generatie).

## 1984-1989
De 300ZX was de opvolger van Nissans tweede generatie Z's, oftewel de 280ZX, niet te verwarren met de 280Z. De Z-auto kreeg een volledig nieuw ontwerp en werd voorzien van extra luxe. Daarnaast werd de auto uitgerust met Nissans nieuwe 3,0 liter V6-motor, in 170 pk en 228 pk turbo-uitvoering. Deze 300ZX was leverbaar in drie carrosseriestijlen.
De auto had een lengte van 441 cm (korte wielbasis) of 460,5 cm (lange wielbasis), was 172,5 cm breed en 126 cm hoog. Het totaalgewicht was 1435 kg.
Er kwamen twee speciale edities van de Z31 op de markt. De eerste in 1984 ter ere van het 50-jarige bestaan van het bedrijf. De andere speciale editie, de "Shiro Special" (SS), werd uitgebracht in 1988 en was alleen verkrijgbaar in parelwit (Shiro is Japans voor "wit").

## 1990-1999
De vierde generatie Z-auto's had weer een volledig nieuw design met een drieliter V6 motor met 24 kleppen. De nieuwe 300ZX werd in 1990 geïntroduceerd en was verkrijgbaar met een 284 pk turbomotor. In de Verenigde Staten had dezelfde TT (Twin Turbo) 300 pk en werd de auto ook verkocht met een 222 pk NA (Naturally Aspirated) motor. Drie jaar later werd in Japan en Verenigde Staten ook een cabriolet verkocht met een 222 pk NA motor. Dat maakte de 300ZX de eerste Z-auto die werd uitgebracht als cabriolet. In Europa werd de auto alleen als 2+2 verkocht terwijl in Japan en de Verenigde Staten de auto ook als tweezitter verkrijgbaar was. In alle landen kon men kiezen tussen een vijfversnellingen handgeschakelde of een vierversnellingen automatische versnellingsbak. Bijna elke Z32 werd geproduceerd met een Targa dak.
In de loop van de jaren heeft de auto kleine aanpassingen gekregen zoals airbags, een andere spoiler, BOSE stereo en een aantal kleine motorische veranderingen. In 1999 kreeg de 300ZX in Japan een andere voorbumper en andere achterlichten.
Het tuningbedrijf Stillen van coureur Steve Millen heeft nog een GTZ-versie uitgebracht met een ander bodykit en heeft de auto zodanig bewerkt dat hij 460 pk produceerde.
De Z32 2+2 was 452 cm lang, 180 cm breed en 125,5 cm hoog. Het totaalgewicht van de TT bedroeg zo'n 1585 kg.
De tweezitter was 430,5 cm lang, 179 cm breed en 125 cm hoog. Het totaalgewicht van de TT bedroeg zo'n 1500 kg.
Huidige modellen Europa:
370Z ·
Ariya ·
Cabstar ·
Cube ·
GT-R ·
Interstar ·
Juke ·
Leaf ·
Micra ·
Murano ·
Navara ·
Note ·
NV200 ·
NV300 ·
NV400 ·
Pathfinder ·
Primastar ·
Qashqai ·
Townstar ·
X-Trail

Huidige modellen internationaal:
Altima ·
Armada ·
Bluebird ·
Caravan ·
Elgrand ·
Fuga ·
Maxima ·
NV ·
Patrol ·
Rogue ·
Sentra ·
Serena ·
Skyline ·
Skyline ·
Skyline Crossover ·
Sunny ·
Teana ·
Tiida ·
Titan ·
Xterra

Concepten:
Forum ·
Jikoo ·
Pivo ·
Urge

Uit productie:
100NX ·
200SX ·
300ZX ·
350Z ·
Almera ·
Almera Tino ·
Bluebird ·
Cedric ·
Cherry ·
Cima ·
Gloria ·
Kubistar ·
Laurel ·
Pixo ·
Prairie ·
Primera ·
Pulsar ·
Silvia ·
Stanza ·
Terrano ·
Vanette